# TUI fly
TUI fly Deutschland, precedentemente TUIfly, è una compagnia aerea leisure tedesca di proprietà del possente ed esteso TUI Group. Ha sede all'aeroporto di Hannover e basi operative in molti altri aeroporti tedeschi.

## Storia

### Formazione e primi anni
La compagnia aerea fu costituita nell'aprile 2007 dalla fusione tra Hapag-Lloyd Flug e Hapag-Lloyd Express e come filiale di TUI Travel. I codici del predecessore sono ancora in uso e il precedente indicativo di chiamata YELLOWCAB è rimasto in uso fino a quando non è stato cambiato in TUIJET il 24 settembre 2010.
Nel secondo trimestre del 2007 il load factor si attestava attorno al 79%, dopo circa il 92% dell'anno precedente. Successivamente l'azienda chiuse le basi di Lipsia-Halle e Brema. Il 29 gennaio 2008 fu annunciato un progetto per fondere TUIfly con Eurowings e Germanwings ma i colloqui furono infruttuosi.
Il 27 marzo 2009 TUI Travel confermava di aver siglato una partnership strategica con Air Berlin che prevedeva un reciproco acquisto del 20% delle azioni. A causa di questioni normative, questo valore fu modificato al 9,9%. Air Berlin avrebbe noleggiato anche 17 velivoli TUI fly e si sarebbe occupata di tutti i collegamenti interni TUI fly. Quest'ultima si sarebbe concentrata sui servizi charter con 21 aeromobili rimanenti. Il 25 ottobre tutti i voli interni precedentemente operati da TUI fly furono rilevati da Air Berlin, così come tutti i voli verso Austria, Italia e Croazia. La maggior parte di questi è ancora volata da TUI fly Germany, ma è commercializzata da Air Berlin.

### Sviluppi dal 2013
Nel dicembre 2013, TUI fly Deutschland abbandonava la caratteristica livrea gialla e la sostituiva con il nuovo design blu già adottato da TUI Netherlands, TUI Belgium e TUI Airways. Dal 2016 la livrea fu nuovamente aggiornata con la nuova scritta abbreviata da "TUIfly" a "TUI".
Nel settembre 2014 la società decise di trasferire le operazioni dall'aeroporto di Zweibrücken a quello di Saarbrücken. Nel gennaio 2016, TUI fly Deutschland  annunciò che avrebbe lasciato l'aeroporto di Amburgo a causa della crescente concorrenza dei vettori low cost.
Nel settembre 2016 furono annunciati i piani per fondere TUI fly Deutschland con le operazioni charter di Air Berlin, parzialmente gestite da TUI fly Germany, e con Niki la controllata di Air Berlin in Austria. Il 5 ottobre la società confermava le trattative con Air Berlin ed Etihad Airways per creare una nuova holding per operazioni leisure. Nel giugno successivo TUI Group ed Etihad Aviation Group dichiararono che non avrebbero continuato i negoziati. Piuttosto, sempre nel 2017, TUI ordinava 70 Boeing 737MAX: l'ordine è composto da 18 macchine della versione 10, le restanti non meglio specificate. Nel gennaio 2019 fu confermato che TUI fly Deutschland avrebbe preso in consegna 25 di questi velivoli.
All'inizio del 2019 l'azienda annunciava che, per rilevare varie destinazioni, avrebbe fatto base nell'aeroporto di Norimberga. Nel mese di novembre 2019 dichiarava che, al pari delle aerolinee sorelle, prevedeva di operare voli a lungo raggio verso Caraibi e Messico. Inizialmente sarebbero stati impiegati due Boeing 787, ma con l'intenzione di aumentarne il numero in futuro. Questi voli, originariamente previsti per l'inizio della stagione invernale 2020/21, furono accantonati a seguito della pandemia di COVID-19.
Nell'ottobre 2020, TUI fly Deutschland radiava l'ultimo Boeing 737-700. Molti di loro erano stati precedentemente in wet lease a lungo termine per conto di Air Berlin (defunta nell'autunno 2017). Nel dicembre 2020 la società era costretta ad ammettere un importante ridimensionamento delle operazioni con una riduzione del numero di aeromobili, interrompendo tutti i servizi da Colonia/Bonn, Basilea/Mulhouse, Paderborn/Lippstadt e Karlsruhe/Baden-Baden.

## Flotta

### Flotta attuale

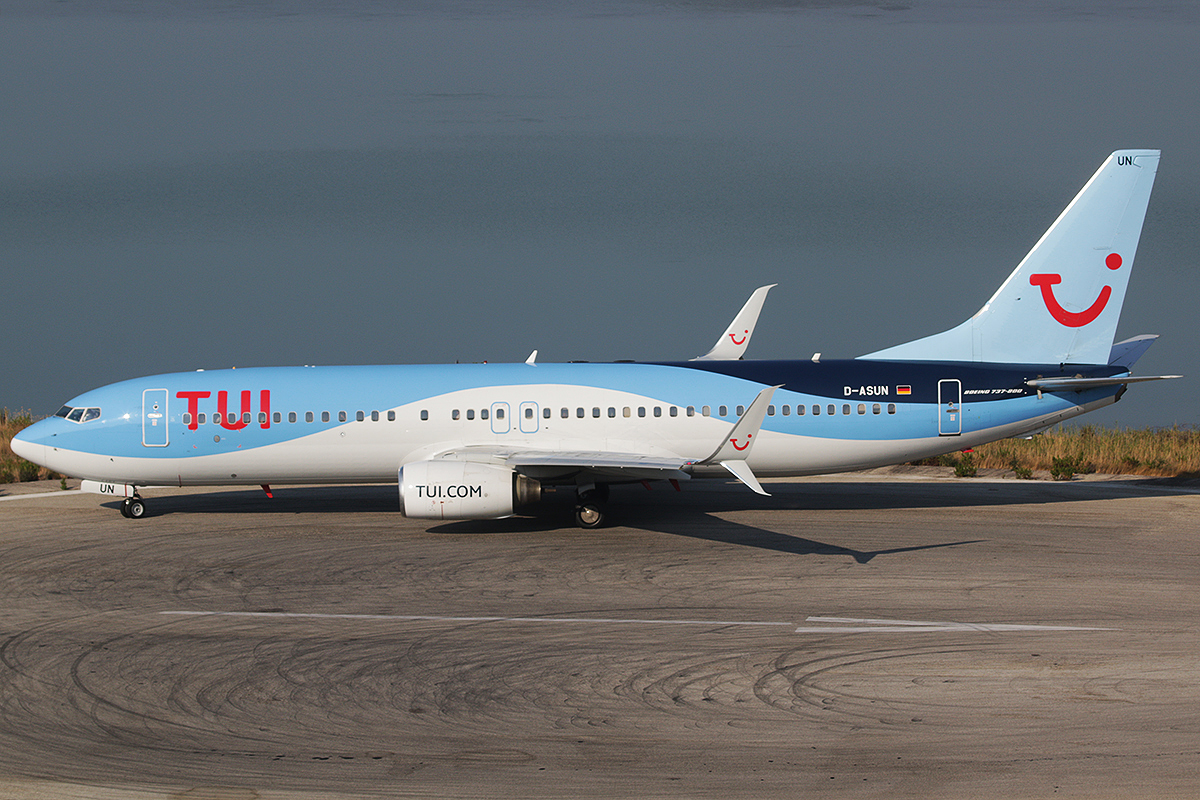
Un Boeing 737-800 nell'accattivante colorazione attuale

Ad ottobre 2024 la flotta di TUIfly Deutschland risultava così composta:

### Flotta storica

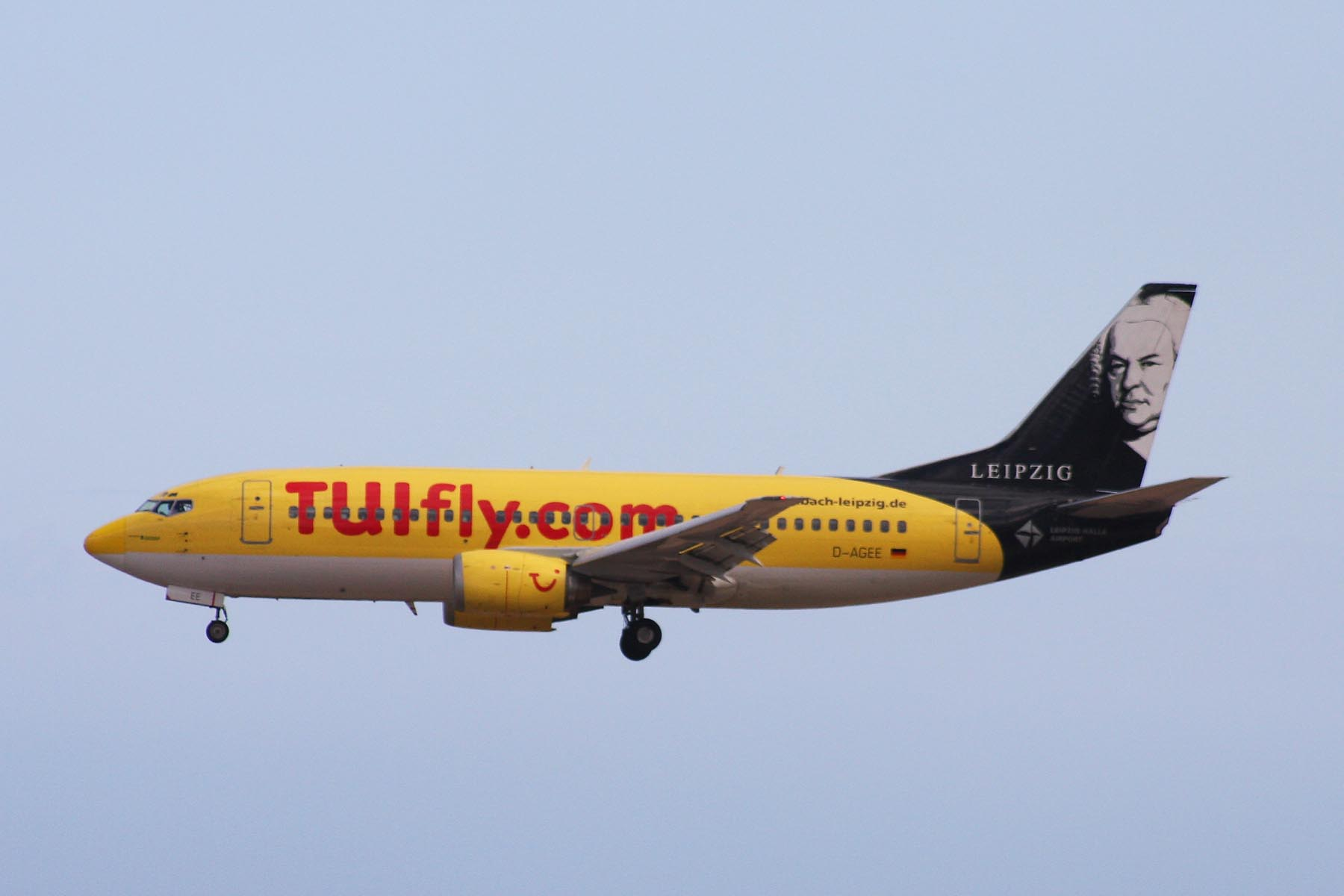
Uno dei Boeing 737-300 nei precedenti colori

TUIfly Deutschland ha volato in precedenza con i seguenti tipi di aeromobili: